# Тамса
Тамса (англ. Tamsa), Тонс (Tons) або Таунса (Taunsa) — річка в центральній Індії, одна з важливих приток Гангу, що протікає штатами Мадх'я-Прадеш і Уттар-Прадеш, впадаючи до Гангу біля міста Баллія.